# Państwo prawa
Państwo prawa (państwo prawne) – koncepcja państwa, w którym obowiązujące prawo ma pozycję nadrzędną w systemie politycznym, wiąże rządzących i wyznacza zakres ich kompetencji, a obywatelom gwarantuje szereg praw i wolności. W państwie prawa organy i instytucje państwowe mogą działać jedynie w zakresie określonym przez prawo, natomiast obywatele mogą czynić to wszystko, czego prawo nie zakazuje. Przeciwieństwem państwa prawnego jest państwo, w którym władza sprawowana jest arbitralnie, a prawo jest traktowane instrumentalnie.
Koncepcja państwa prawnego ma korzenie liberalne, a obecnie jest ściśle związana z demokracją liberalną. Jest ona charakterystyczna dla państw Europy kontynentalnej i wywodzi się z niemieckiej idei Rechtsstaat. Zbliżoną (choć odmienną) koncepcją, charakterystyczną dla krajów anglosaskich, jest idea rządów prawa (rule of law). Anglosaska koncepcja rule of law wywodzi się z brytyjskiej tradycji parlamentarnej, i przeciwstawia prawo (obejmujące gwarancje praw jednostki) władzy państwa.

## Zasady państwa prawa
Istnieje wiele elementów państwa prawnego. Do najważniejszych zalicza się:
- nadrzędny charakter konstytucji i opierających się na niej ustaw: konstytucja określa podstawowe organy państwa i ich kompetencje (zasada praworządności), ustawy natomiast są podstawową formą regulacji sytuacji obywateli[4].
- trójpodział władz
- związanie władzy wykonawczej prawem uchwalanym przez władzę ustawodawczą
- niezależną władzę sądowniczą sprawowaną przez niezawisłych sędziów
- prawo do sądu,
- zasadę suwerenności narodu,
- ochronę praw i wolności obywatelskich
- samorządność,
- sądową kontrolę aktów administracyjnych,
- odpowiedzialność cywilnoprawną funkcjonariuszy państwowych za działania bezprawne.

## Niemiecka koncepcjaRechtsstaat
Koncepcja państwa prawnego przechodziła ewolucję. Jako koncepcja ustrojowa powstała w środowisku niemieckich i austriackich liberałów, przeciwstawiającym się rządom absolutystycznym. Klasyczny absolutyzm utożsamiał władcę z państwem, a prawo traktował czysto instrumentalnie. Absolutyzm oświecony, mimo deklarowanej służebnej roli władcy wobec państwa, nadal traktował system prawny jako jedność z aparatem władzy i umieszczał funkcjonariuszy państwowych ponad społeczeństwem. Liberałowie określali absolutystyczną koncepcję państwa jako Polizeistaat i przeciwstawiali mu odmienną koncepcję ustrojową, w której prawo miało charakter autonomiczny, wiązało rządzących, a obywatelom gwarantowało szereg praw (Rechtsstaat).
Najważniejszymi wczesnymi teoretykami państwa prawnego byli Immanuel Kant (1724-1804) i Wilhelm von Humboldt (1767-1835). W ich koncepcjach państwo miało charakter ograniczony. Jego podstawowym celem było zaś gwarantowanie bezpieczeństwa oraz wolności i praw obywatelskich. Tę koncepcję państwa prawa rozszerzyli następnie Robert von Mohl (1799-1875) i Lorenz von Stein (1815-1890), wprowadzając elementy socjalne (szczególnie von Stein, który używał pojęcia społecznego państwa prawnego). W ich koncepcjach państwo prawne miało nie tylko chronić jednostkę, ale i wspierać ją w jej dążeniach. Szczególne zasługi położył tutaj von Mohl, który upowszechnił ten termin i włączył go na trwałe do myśli społecznej, politycznej i prawnej. Tym samym na początku XIX w. ukształtowały się dwie koncepcje liberalnego państwa prawa: pierwsza akcentująca jedynie ochronny charakter państwa i druga dodająca do tego cele socjalne. W obu nurtach podkreślano również świecki charakter państwa i prawa.
Koncepcjom teoretycznym towarzyszyły również stopniowe zmiany ustrojowe, które stopniowo prowadziły do upodmiotowienia jednostki, rozszerzenia katalogu jej praw i wolności oraz rozwinięcia systemu organów kontroli praworządności.

## Państwo prawa jako zasada konstytucyjna
Zasada państwa prawa po raz pierwszy została wyraźnie sformułowana w Niemczech w konstytucji z 1949 r. Art. 28 stanowi, iż „Porządek konstytucyjny krajów związkowych musi odpowiadać republikańskim, demokratycznym i socjalnym zasadom państwa prawa”.
W drugiej połowie XX w. zasada ta była zapisywana również w innych konstytucjach demokratyzujących się krajów. W konstytucji Hiszpanii z 1978 zasada ta została ujęta w art. 1, zgodnie z którym „Hiszpania konstytuuje się w postaci społecznego i demokratycznego państwa prawnego, które chroni jako najwyższe wartości swego porządku prawnego wolność, sprawiedliwość, równość i pluralizm polityczny”.
Po 1989 zasada państwa prawa była wprowadzana do konstytucji państw postkomunistycznych.
Do polskiego prawa zasadę demokratycznego państwa prawnego wprowadziła ustawa z dnia 29 grudnia 1989 r. o zmianie Konstytucji Polskiej Rzeczypospolitej Ludowej, która weszła w życie 31 grudnia 1989 r. Ustawa ta znowelizowała artykuł 1 Konstytucji PRL, nadając mu treść „Rzeczpospolita Polska jest demokratycznym państwem prawnym, urzeczywistniającym zasady sprawiedliwości społecznej”. Konstytucja Rzeczypospolitej Polskiej z 1997 r. w art. 2 powiela to postanowienie. Elementy zasady państwa prawnego uregulowane są także w innych artykułach Konstytucji, np. art. 7 formułuje zasadę legalizmu zgodnie z którą „Organy władzy publicznej działają na podstawie i w granicach prawa”.